# Unterscharführer

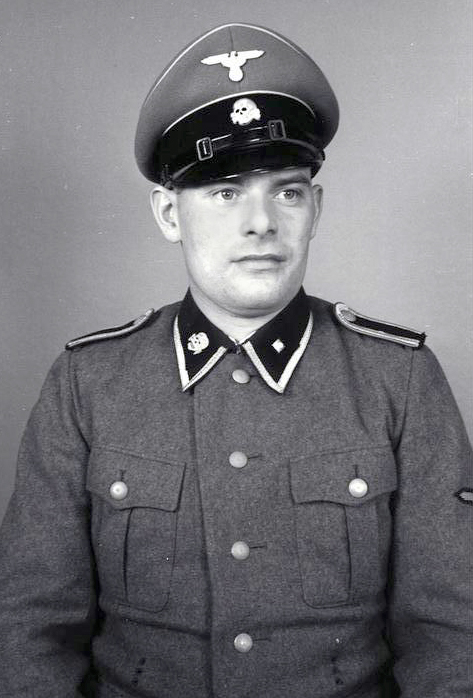
Un SS-unterscharführer sirviendo en el campo de concentración de Mauthausen-Gusen.

Unterscharführer (traducido como, "jefe de escuadra inferior") fue un rango militar nacionalsocialista utilizado por la Schutzstaffel (SS) entre 1934  y 1945. Este rango de las SS fue creado después de la noche de los cuchillos largos. Ese evento provocó una reorganización de las SS y la creación de nuevos rangos para separar las SS de las Sturmabteilung (SA). 
La insignia consistía en un botón centrado en un parche de cuello opuesto a una insignia de collar de una insignia de una unidad SS. El uniforme SS gris de campo mostraba el rango con ribetes plateados y las hombreras de un unteroffizier. Las comparaciones de rango enumeran el rango de unterscharführer como equivalente a un cabo en otros servicios, pero que el rango tenía responsabilidades de un sargento en otros ejércitos.

## Creación
El rango de unterscharführer fue creado a partir del rango SA de scharführer. Después de 1934, un SS-unterscharführer y SA-scharführer se consideraron puestos equivalentes; el rango de SS-unterscharführer era menor al de SS-scharführer y mayor al rango de SS-rottenführer.
Unterscharführer era el rango de suboficial más bajo y más común de las SS y era el equivalente de un unteroffizier en el Heer (Ejército alemán). La gama de tareas realizadas por el rango fue diversa y extensa.

## Usos

### Allgemeine-SS
Dentro de las SS-generales, un unterscharführer generalmente ordenaba formaciones del tamaño de un escuadrón de siete a quince soldados de las SS. El rango se mantuvo comúnmente como un puesto de personal de suboficial y se podía encontrar en todas las agencias de seguridad nacionalsocialistas, incluidos el Sicherheitsdienst y el Einsatzgruppen. 

### SS-totenkopfverbände
En el servicio del campo de concentración, a los titulares de unterscharführer a menudo se les asignaba el puesto de blockführer, que era un puesto de supervisión que supervisaba el orden dentro de los cuarteles de una prisión de un campo de concentración. La posición de blockführer fue notable en los campos de concentración, ya que típicamente blockführer estaba a cargo de varios sonderkommandos. 

### Waffen SS
El uso de las Waffen-SS de unterscharführer fue como un comandante de escuadrón junior, uno de los varios adjuntos a formaciones del tamaño de pelotones y compañías. El rango se consideraba equivalente al primer rango de aspirante a oficial de las Waffen-SS de SS-junker.

## Insignias

Galón o presilla de SS-unterscharführer (SS-junker)
Parches de cuello para la jerarquía de SS-unterscharführer Parches de cuello para la jerarquía de SS-unterscharführer
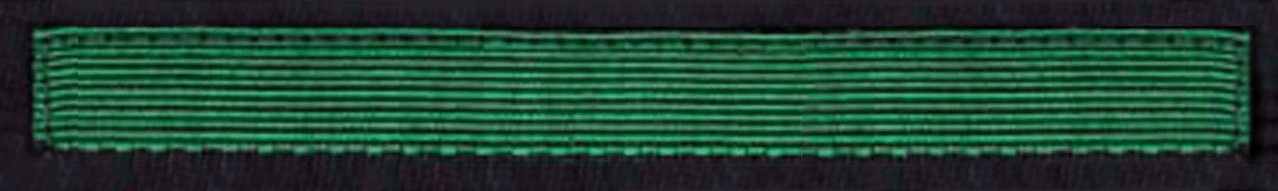
Camuflaje militar

## Promoción
Los requisitos de un suboficial unterscharführer en el campo de batalla fueron más altos que los esperados de un unterscharführer en las SS generales. En las Waffen-SS, los aspirantes debían someterse a un proceso de selección antes de ser promovidos. Durante este tiempo, el aspirante era conocido como unterführer-anwärter (en español: aspirante a líder inferior) hasta aprobar la junta de evaluación, capacitación y promoción requerida.

## Unterscharführer'snotables
- Oskar Gröning
- Franz Suchomel